# فؤاد حجازي (مطرب أردني)
فؤاد حجازي هو مطرب أردني من أصول لبنانية أدّى العديد من الأغاني الجميلة. بدأ حياته الفنية مع الإذاعة الأردنية عام 1965 في قسم الموسيقى ولمدة أربع سنوات. انتقل بعدها للتمثيل في سوريا من عام 1969 إلى عام 1975. قام بدور البطولة في فيلم بنات للحب وفيلم رحلة عذاب مع ناهد شريف و‌توفيق الدقن.

## أغانيه
- يا بنية ماني فرنجي
- أنا المتيم
- طارق
- شالك يا حلوة
- هلا ياحبيبي باسمك مع جاكلين
- غنى العديد من اغنيات الأطفال
- غنى ابتهالات دينية مع الأطفال

## التمثيل
- بنات للحب
- رحلة عذاب

## وصلات خارجية
فؤاد حجازي على قاعدة بيانات الأفلام العربية.